# Nocturno (album d'Anggun)
Albums de Anggun
Anak Putih Abu-Abu
(1991) Anggun C. Sasmi... Lah!!!
(1993)
Nocturno est le 3e album de Anggun, sorti en 1992.

## Liste des titres
| 1. | Problema Cinta    | 4:40 |
| 2. | Ku Tak Ingin      | 4:55 |
| 3. | Nocturno          | 4:21 |
| 4. | Sentuhan Dewata   | 4:47 |
| 5. | Ironi             | 4:57 |
| 6. | Ganti Saja        | 3:51 |
| 7. | Biar              | 4:57 |
| 8. | Perisai Kehidupan | 4:55 |
| 9. | Malioboro         | 4:11 |

## Classements
| Pays      | Meilleure position |
| --------- | ------------------ |
| Indonésie | 2                  |